# Aarhus Bykirke
Aarhus Bykirke er en valgmenighed, der blev stiftet i 2009 af en gruppe unge med tilknytning til Skt. Lukas Kirke i Aarhus. Siden 2013 har kirken haft kirkesal og kontorer i missionshuset Eben Ezer i Brammersgade, Aarhus C.
Kirken er kendetegnet ved en høj frivillighedsgrad, hvilket betyder, at gudstjenester og øvrige aktiviteter i vidt omfang bæres af frivillige kræfter. Foruden deltagelse i gudstjenestefællesskabet om søndagen mødes en stor del af kirkens medlemmer i mindre fællesskaber i løbet af ugen.
Aarhus Bykirke har ca. 400 voksne medlemmer (pr. september 2019). Kirkens stab udgøres af tre præster (Henrik Højlund, valgmenighedspræst, Daniel Søgaard Lind, valgmenighedspræst, og Emil Børty Nielsen, hjælpepræst), samt en menighedskoordinator og en frivillighedskoordinator, og dertil et væld af frivillige.
Kirken er en del af Evangelisk Luthersk Netværks menighedsnetværk og er som menighed tilknyttet Indre Mission.

## Ekstern henvisning
- aarhusbykirke.dk
- Aarhus Bykirke hos KortTilKirken.dk

|  | Denne artikel om en bygning eller et bygningsværk kan blive bedre, hvis der indsættes et (bedre) billede. Du kan hjælpe ved at afsøge Wikimedia Commons for et passende billede eller lægge et op på Wikimedia Commons med en af de tilladte licenser og indsætte det i artiklen. |

56°8′49.0″N 10°12′10.5″Ø / 56.146944°N 10.202917°Ø